# Ex-voto

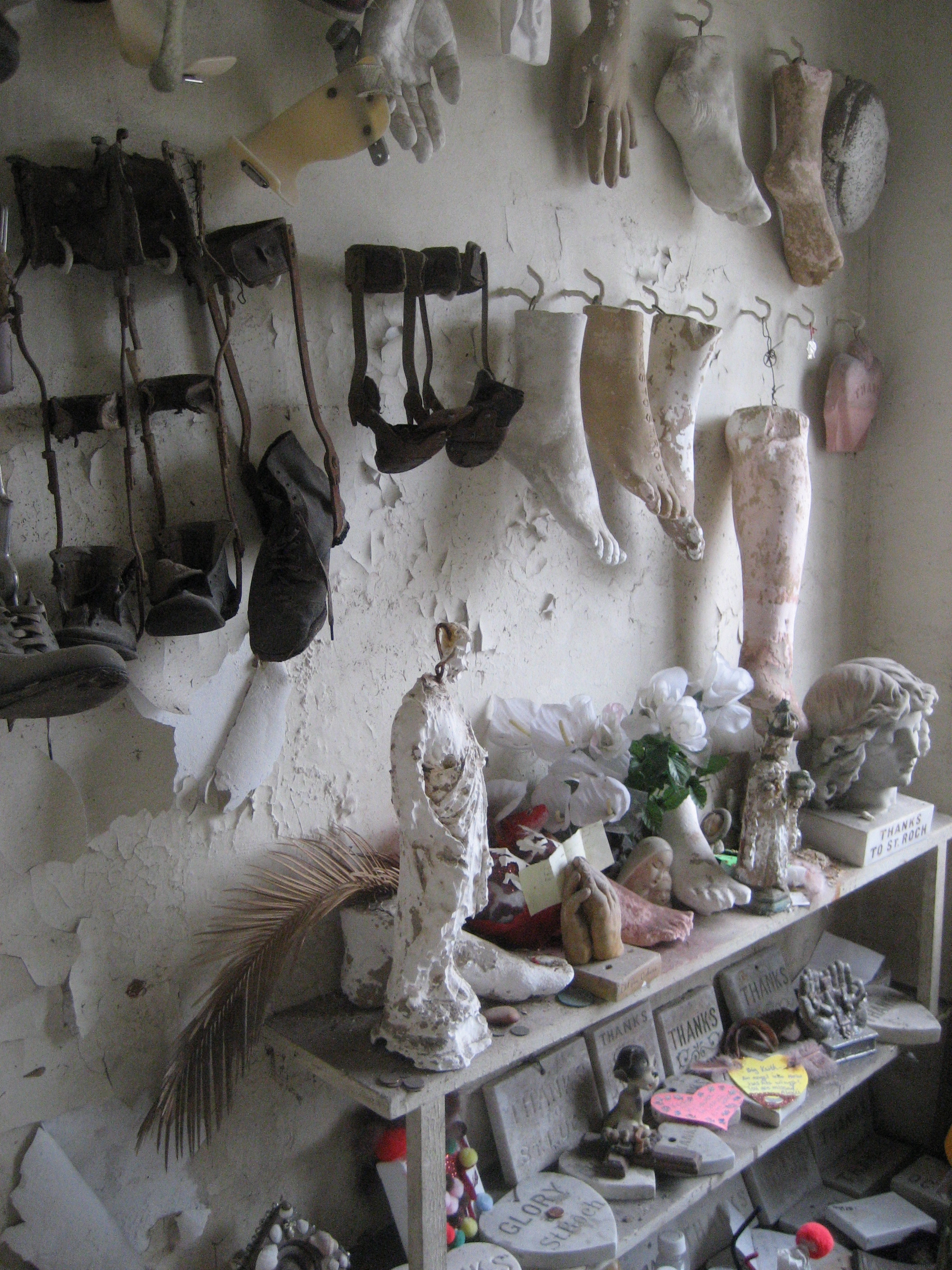
Vários tipos de ex-voto.

O ex-voto (do latim: Por força de uma promessa, de um voto; ou a abreviação de ex-voto suscepto - o voto realizado) é o presente dado pelo fiel ao seu santo de devoção em consagração, renovação ou agradecimento de uma promessa. As expressões votivas são tradicionalmente reconhecidas sob as formas de pinturas ou desenhos, figuras esculpidas em madeira, modeladas em argila ou moldadas em cera, muitas vezes representando partes do corpo que estavam adoecidas e foram curadas. Comumente são representados como placas com inscrições, manuscritos em papel ou como objetos de uso cotidiano, ressignificados no contexto religioso. Podem, ainda, substituir a representação física por atos, interdições, obrigações, sacrifícios pessoais, falas, gestos ou ritos, vindo sempre a apresentar formas e valores litúrgicos dos mais variados. São colocados em igrejas, capelas, estátuas, cemitérios e cruzeiros de acontecido, para pagar promessas, agradecer uma graça alcançada, consagrar ou renovar um pacto de fé. O advento da oferta votiva abre ou fecha um ciclo transacional que se imagina tão antigo quanto a própria existência humana. Trata-se de uma expressão moderna da relação entre o frágil mundo dos homens e o inexorável mundo dos deuses. É uma relação cujo modelo estrutural se mantém semelhante em diferentes matrizes religiosas, desde a Antiguidade.

## Origem

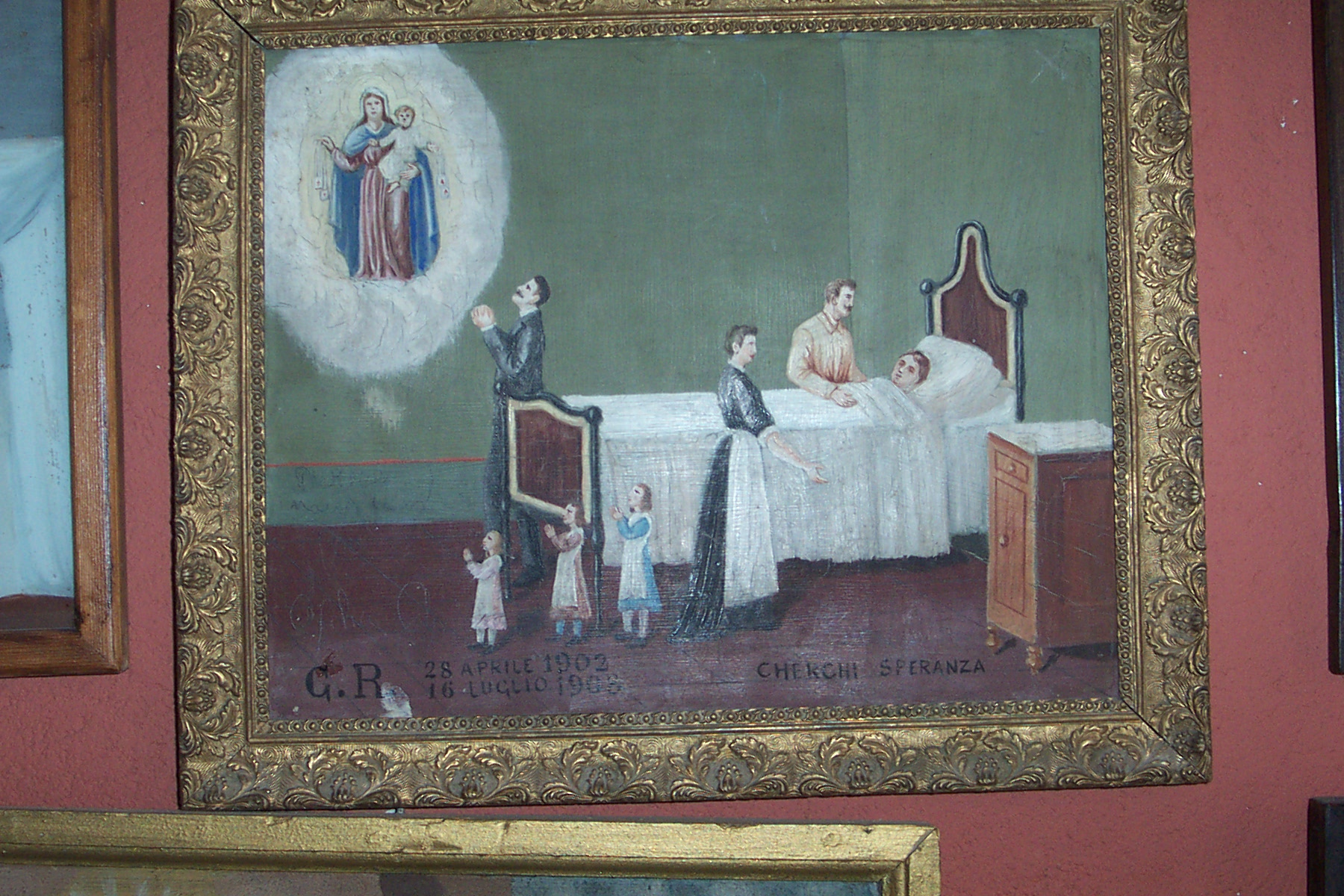
Pintura com ex-voto em agradecimento de vida salva

A origem cristã do ex-voto data do século IV, a partir da absorção de antigas práticas pagãs.
A significação mágica pagã foi adaptada para outra experimentação religiosa.
No século XVII, a prática atingiu a orla norte do Mediterrâneo. No XVIII e no XIX, chegou ao interior da Europa, onde a tábua votiva foi predominante, e América, até regredir no XX.

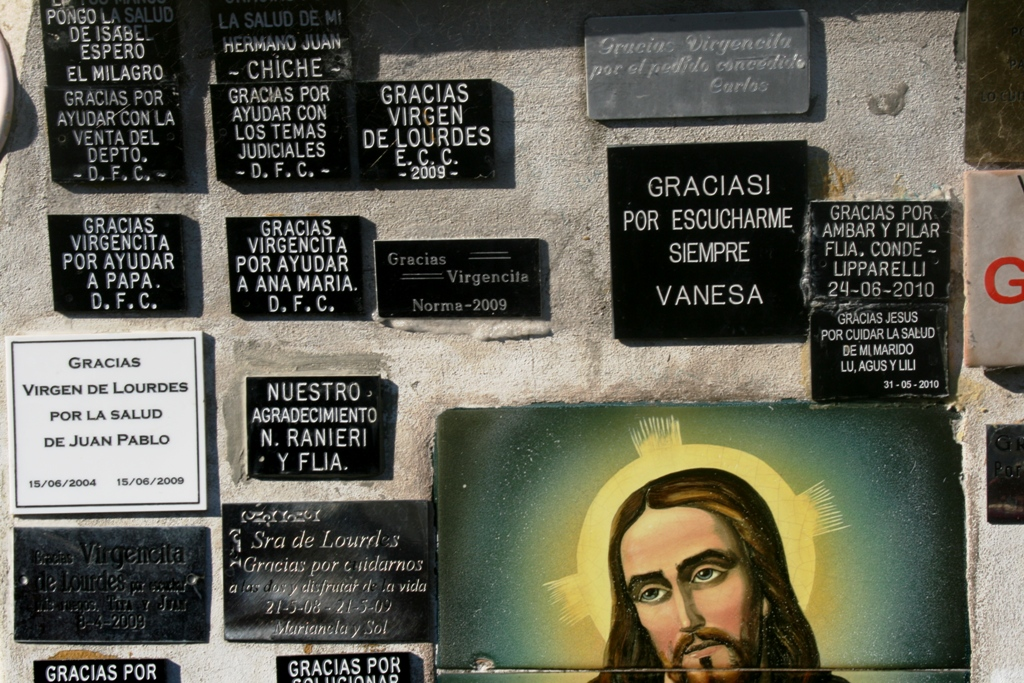
Placas votivas no Santuário Nuestra Señora de Lourdes, Mar del Plata, Argentina.

### No Brasil
No Brasil, passou a ser utilizado desde o século XVIII, especialmente em Minas Gerais.
O modernista Olavo Bilac era declarado admirador destes "quadros adoráveis de ingenuidade".
A partir da consolidação da história da mentalidades, os ex-votos passaram a ser analisados como documentos, especialmente em período coincidente com elevado analfabetismo, e que permitem leituras do cotidiano. A família, a hierarquia de papéis, as aventuras individuais e os códigos de valores podem ser expressos pelos ex-votos.
Outra peculiaridade é que, normalmente, as tábuas eram padronizadas e feitas por profissionais.
Os ex-votos sofreram todo tipo de desgaste, especialmente a partir do século XIX, quando passaram a ser vistos com desconfiança, distantes da ortodoxia vigente. Por isso, muitos deles foram queimados, destruídos e abandonados. Embora tidos por alguns como discrepantes, continuaram majoritariamente tolerados, particularmente pela necessidade de manifestação da comunidade crente.
Esta prática devocional ainda resiste em diversas localidades, de norte a sul do país, e por toda a América Latina, associando-se com santos canônicos ou simplesmente personalidades consagradas pela devoção popular.

### Na América do Sul
Em diversos países da América do Sul as práticas votivas são vigorosas e apresentam-se com particularidades locais. Na Argentina, os cultos ao Gauchito Gil e à Difunta Correa estão presentes de norte a sul do país, especialmente nas estradas (carreteras), onde são facilmente vistos santuários de devoção. Os santuários dedicados ao Gauchito Gil são distintos pelas vibrantes cores vermelhas, e neles encontram-se toda a natureza de objetos votivos. A Difunta Correa é regularmente lembrada com a oferta de garrafas de água de beber. No Chile, como em boa parte da Argentina e da Venezuela, são encontradas as animas, espaços onde muitos ex-votos são ofertados, em geral, em devoções não-canônicas. Ao contrário do Brasil, na América do Sul as peças votivas tridimensionais (esculpidas em madeira, modeladas em argila ou moldadas em cera) são mais raras nas "salas dos milagres", bem como o uso de fotografias. No entanto, as placas votivas em pedra (mármore e granito), metal ou material plástico são muito frequentes. Nos grandes santuários, os ex-votos ressignificados (que utilizam objetos utilitários, por exemplo: volantes de automóveis, bicicletas, óculos, aparelhos ortopédicos, etc.) são cada vez mais comuns e numerosos. 

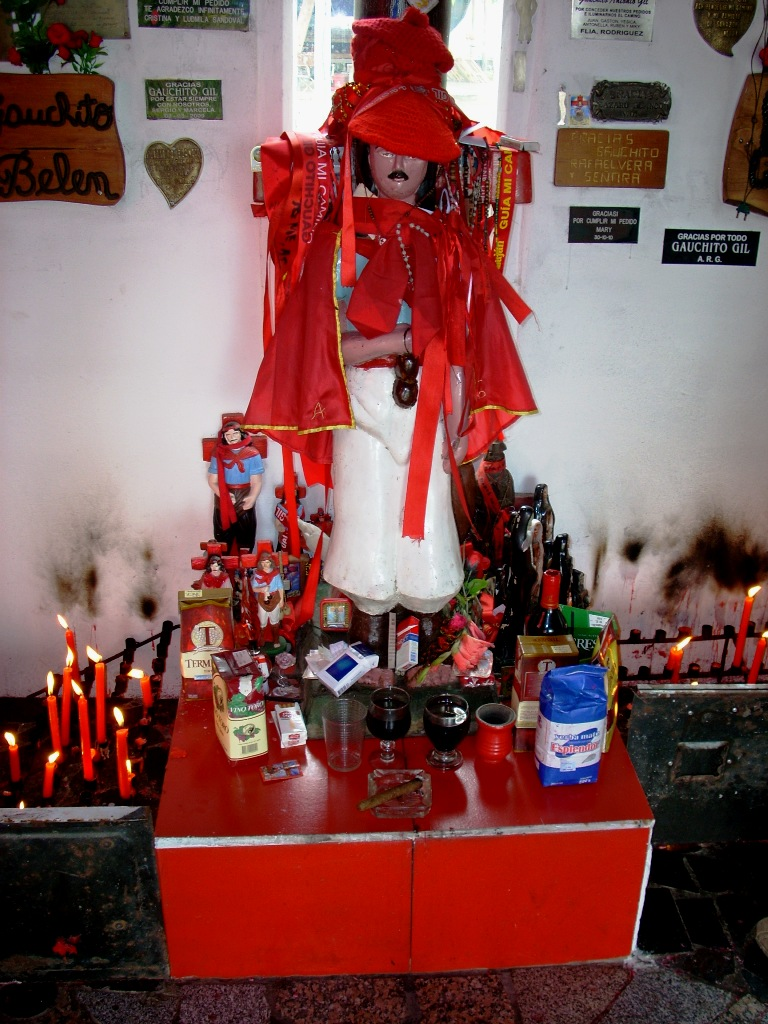
Ex-votos dedicados ao Gauchito Gil, Pv. Buenos Aires, Argentina, 2011.

## Atualidade

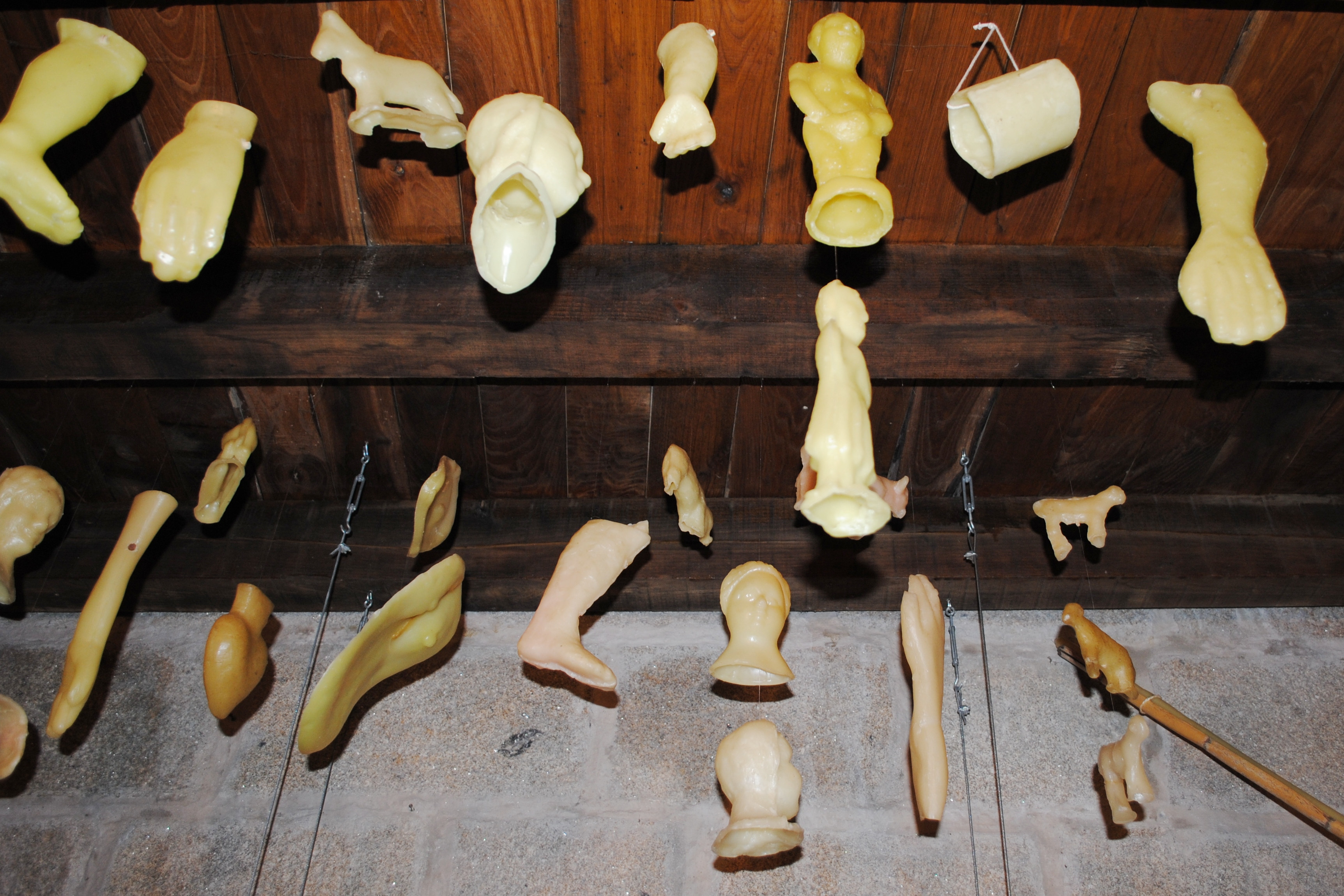
Ex-votos de cera na Galiza.

Em Salvador, a Sala dos Milagres da Igreja de Nosso Senhor do Bonfim, reserva de chuteiras de futebol a teses de doutorado. Há nesta igreja um museu dedicado à tradição. Em Aparecida, uma sala da mesma modalidade, localizada no subsolo da Basílica Nova, reserva ex-votos, majoritariamente representados por fotos, mas também há espaço para peças do corpo em cera, principalmente cabeças. A sala é o segundo local mais visitado, atrás apenas da imagem de Aparecida. Segundo levantamento feito no ano de 2009, cerca de 18 mil ex-votos são ofertados mensalmente. Em Canindé, Ceará, os ex-votos carregam um novo significado, eles são a imagem revelada do santo vivo, como uma fotografia do próprio santo. Através dos ex-votos o devoto diz como o santo é e como o encontrou. No ex-voto, descreve o relacionamento afetivo, a intimidade com o santo e o desvendamento dos enigmas.
Em alguns lugares, as festas e romarias são as ocasiões mais apropriadas para esta prática votiva. Na cidade sergipana de São Cristóvão, é comum durante os festejos do Senhor dos Passos. Há também um museu dedicado à prática instalado na Ordem Terceira do Carmo, onde os fiéis visitam os ex-votos.
Em Congonhas, Minas Gerais, há uma sala exclusiva para a prática, com pequenas tábuas - do século XVIII ao XX - que representam a doença e a graça alcançada. Os temas mais comuns, além das doenças, são os desafios cotidianos de diversos segmentos sociais. Os textos que acompanham os ex-votos em Congonhas mostram a relação dos devotos em "contratos de promessa e dívida".
Embora tenham perdido espaço para as fotografias, os ex-votos pictóricos ainda são encontrados e disseminados em Matozinhos, Minas Gerais, Santa Quitéria das Freixeiras (São João, Pernambuco), Santuário da Penha (João Pessoa-PB) e Aparecida, São Paulo, entre dezenas de outros centros religiosos espalhados por todo Brasil.